# Луніно (Німанський район)
Луніно (рос. Лунино) — селище Німанського району, Калінінградської області Росії. Входить до складу Лунінського сільського поселення.
Населення —  465 осіб (2015 рік). 